# Narpus concolor
Narpus concolor is een keversoort uit de familie beekkevers (Elmidae). De wetenschappelijke naam van de soort werd in 1881 gepubliceerd door John Lawrence LeConte.